# AIM-174B神槍手空對空飛彈
AIM-174B神槍手空對空飛彈（英語：AIM-174B Gunslinger）是由美国国防承包商雷神公司为美国海军研发的一种远程空对空导弹。 AIM-174B是RIM-174B 标准增程主动导弹(ERAM、标准导弹-6 或 SM-6)地对空导弹的衍生型，属于标准导弹扩展系列，美国海军将 AIM-174B 描述为 SM-6 的“空射版” 。 AIM-174B的存在于2024年7月在2024 年环太平洋军演上首次对外公布。目前只有F/A-18E/F 超级大黄蜂战机能够携带和发射AIM-174B。 
自2004年AIM-54鳳凰飛彈空對空導彈退役以来，而之前的AIM-97飛彈(本為空軍開發)和AIM-152 AAAM(本為海軍開發)等兩個先進長程空對空導彈計劃被取消，美国一直没有新的遠程空對空導彈服役。主要是用使用透過:電腦設定更優秀的航線，由新的儀器減輕舊電子零件的重量等手段，新型的火箭火藥柱使得燃燒過程平穩，使得本身預期專門中程輕量化的中型彈體，但仍延長達接近本來鳳鳳導彈的實際射程的AIM-120補充遠距作戰的需要，並且採用預警機或電子作戰機做中繼制導，便不再需要像F14等重型的戰鬥機便可以發射和制導。
但直到新世紀各國都同樣做到類似的空對空導彈上長射程和技術設計，包括了俄羅斯把既有的R33導彈改良，或歐盟的全新設計的流星導彈或中國的霹靂-15型與俄羅斯最新的R37(AA13)等新型的長射程空對空導彈問世後，美國便喪失空對空導彈射程的優勢，才重新推出放棄了的超長程空對空導彈的計劃。AIM-174的存在至少从2021年就开始被猜测，“超级大黄蜂 ”战斗机携带SM-6导弹的照片也在网上流传。《海军新闻》报道称，他们从2015年开始关注 “空射SM-6”的发展。而另一媒体《航空家》则报道称，“超级大黄蜂 ”战斗机携带 “SM-6变体”的照片出现在2018年。
关于该导弹人们知之甚少，据推测它是作为一个特殊接入计划而开发的， 类似于AIM-260 联合先进战术导弹（公众对其也是知之甚少）。 AIM-260同样是一种超远程空对空导弹，目前尚不清楚 AIM-174B和AIM-260之间的关系，因为美国海军已与美国空军(USAF) 合作开发后者供两个军种使用。这两种导弹都是为了对抗美国同等或接近同等实力的潜在对手（比如俄罗斯的R-37导弹和中国的PL-21）而正在部署或研发的超远程空对空导弹。

## 设计
照片显示 AIM-174B 重约861 公斤，大约是AIM-120重量的五倍，是現役最重最大的空對空導彈，超過前蘇聯的R-40空對空飛彈，僅次蘇聯時代把Tu-95轟炸機搭載過更大型的防空導彈。 这些照片还显示，AIM-174 在外观上与 RIM-174 几乎完全相同，只是 AIM-174 明显缺少 MK72 固体燃料火箭助推器。 该导弹可能会使用固体燃料火箭发动机，就像 RIM-174 那样。 
2024 年 9 月，有照片显示美国海军VX-9超级大黄蜂战斗机同时携带四枚 AIM-174B 导弹、三枚 AIM-120 AMRAAM 导弹、两枚AIM-9X 导弹和一个ATFLIR 瞄准吊舱。 

## 范围和用途
虽然有关 AIM-174 射程的详细信息尚未得到证实，但某些地面发射的 SM-6 型号能够射程250 nmi（290 mi；460 km）发射；由于可以在较高速度和高度发射（空气阻力较小），AIM-174的射程可能达到数百英里，尽管美国海军只确认了240公里（150英里）。 
虽然 AIM-174 没有 SM-6 的 MK72火箭助推器，但在高海拔稀薄空气中（相对于地面发射），如果保持发射飞机的速度（至少数百英里每小时），空射 AIM-174 相对于其他空射导弹可以达到极远的射程（300-400 多公里）。 AIM-174 还可能具备“高抛”能力，即发射的导弹立即上升，高度一般在 80,000 英尺之间。 平方英尺（24,000 米）至 100,000 平方英尺（30,000 米）  。 AIM-174 的前身AIM-54 不死鸟超视距空空导弹 (BVRAAM) 能够采用这种发射轮廓（以及某些AIM-7 麻雀型号和所有 AIM-120 AMRAAM 型号）。  AIM-174 相对于地面发射的 SM-6 具有优势，并且具有高抛发射的可能性，AIM-174 的射程可能扩大到数百海里。 美国海军出于战略安全目的，经常在公布武器系统射程和能力时将其低估。AIM-174 的射程至少比退役的 AIM-54C的184 km增加了约 30%，比现役的 AIM-120D 的（161 km）增加了约 50%。
现存的 R-37M 和新生的 PL-21 等超远程空空导弹通常用于攻击大型空中目标；目前它们在攻击较小目标（如空优战斗机或无人机）方面的效力尚不清楚。  AIM-174 可能会受到类似的操作和实际限制，并且可能会保留用于对付高价值空中目标。 因此，有人推测 AIM-174 可用于进攻，打击远离“前线”后方的加油机、空中预警机和电子战飞机，或用于防御，打击威胁美国海军舰队的大型轰炸机（如中国的轰-6 ）。 
由于 RIM-174/SM-6 具备反舰和对地攻击能力，因此 AIM-174 也有可能发挥此类作用。 AIM-174 导弹源自 SM-6 系列导弹，该系列导弹的变体能够防御反舰导弹和反弹道导弹，AIM-174 很可能保留此类反导能力。 